# Natura 2000-område nr. 169 Havet og kysten mellem Karrebæk Fjord og Knudshoved Odde
Natura 2000-område nr. 169 Havet og kysten mellem Karrebæk Fjord og Knudshoved Odde  er et Natura 2000-område der består af habitatområderne  nr. H148, fuglebeskyttelsesområde F81 og ramsarområde og  har et areal på 189,58 km², hvoraf ca. 24 % er landareal, heraf er ca. 580 ha med fredskovspligt. 323 ha er ejet af
Naturstyrelsen og 8 ha er ejet af øvrig offentlig virksomhed. 
Det omfatter en del af den såkaldte dobbeltkyst langs det sydvestlige Sjælland. Området er karakteriseret ved den lavvandede Avnø Fjord og flere kystlaguner som Dybsø Fjord og Karrebæk Fjord. Avnø Fjord afskærmes mod Smålandsfarvandet af en langstrakt randmoræne, Knudshoved Odde, og de største kystlaguner ligger i læ bag øer med strandvolde eller fed, nemlig Svinø, Dybsø og Enø. Derved fremkommer den dobbelte kystlinje, som betyder, at området er rigt på såvel erosionskyster ud mod Smålandsfarvandet som områder med strømlæ, hvor der er dannet marint forland som strandvoldssystemer, vadeområder og strandenge.
Natura 2000-området ligger   i Vandområdedistrikt II Sjælland  i vandplan 2.5 Smålandsfarvandet i  Næstved og Vordingborg Kommuner

## Områdebeskrivelse
Dybsø Fjord, der har et meget lille afvandingsområde, er en af Danmarks reneste fjorde. Tidligere var der en udstrakt bundflora af kransnålalger i fjorden, men de var i en lang periode var kransnålalgerne næsten
forsvundet fra fjorden. I dag er de  flere steder igen  i god vækst. Marsvin er udbredt i Smålandsfarvandet, herunder Karrebæksminde Bugt, og området har en vis betydning for marsvinebestanden i Danmark.
Karrebæk Fjord  et meget stort afvandingsområde, idet  Susåens  meget næringsrige vand løber ud gennem fjorden, der  har en gravet sejlrende der forbinder Karrebæksminde Bugt med havnen i Næstved.  Krageholms Strøm ligger mellem Dybsø Fjord og Karrebæk Fjord. Danner sammen med vigen Fladstrand en overgang mellem de to fjorde.
De lavvandede sandbanker giver området international betydning som rasteområde for store flokke
af vandfugle, der udnytter de lavvandede områder til fødesøgning og
ubeboede øer og holme som yngleplads. På de kystnære arealer i bl.a. Vejlø/Fladstrandområdet
træffer man i vinterhalvåret flokke af rastende sædgæs og sangsvaner. De mange vandfugle og fisk er fødegrundlag for havørn, der siden 2002 har ynglet i området. På Avnø Røn yngler spættet sæl, og der er  en bestand på nogle få hundrede dyr.
Langs den lange  kystlinje er der strandvoldsområder med  stor artsrigdom og partier med overdrev, rigkær, strandeng, klit-naturtyper og stenstrand imellem hinanden. Det gælder bl.a. på Enø, Dybsø og Svinø Sydstrand. Den yderste del af Knudshoved Odde, Dybsø samt i mindre grad Enø findes morænedannelser, som  rummer arealer med lang kontinuitet uden
opdyrkning. Disse  huser vigtige forekomster af især overdrevsnatur og har national og
regional betydning som levested for bl.a. en række paddearter. Knudshoved Odde og Enø rummer
nogle af de få danske bestande af klokkefrø. 

## Fredninger
Der er 10 fredninger i området, der som hovedregel har det formål at beskytte de natur- og landskabsmæssige værdier. Dybsø Fjord er udpeget til vildtreservat for at beskytte trækfuglene.  En del af området udgør Important Bird Area (IBA) Karrebæk, Dybsø & Avnø Fjorde.

### Fredninger
- Strandarealer ved Karrebæk Fjord[2]
- Enø - Dybsø - Dybsø Fjord[3]
- Avnø og Avnø Røn[4]
- Knudshoved Odde[5]